# Municipio de Harmony (condado de Union)
El municipio de Harmony (en inglés: Harmony Township) es un municipio ubicado en el condado de Union en el estado estadounidense de Indiana. En el año 2010 tenía una población de 543 habitantes y una densidad poblacional de 9,12 personas por km².

## Geografía
El municipio de Harmony se encuentra ubicado en las coordenadas 39°32′0″N 84°58′28″O / 39.53333, -84.97444. Según la Oficina del Censo de los Estados Unidos, el municipio tiene una superficie total de 59.55 km², de la cual 53,48 km² corresponden a tierra firme y (10,19 %) 6,07 km² es agua.

## Demografía
Según el censo de 2010, había 543 personas residiendo en el municipio de Harmony. La densidad de población era de 9,12 hab./km². De los 543 habitantes, el municipio de Harmony estaba compuesto por el 97,97 % blancos, el 0,37 % eran afroamericanos, el 1,29 % eran amerindios y el 0,37 % eran de una mezcla de razas. Del total de la población el 2,39 % eran hispanos o latinos de cualquier raza.